# Нерозлучник масковий
Нерозлучник масковий (Agapornis personatus) — вид папугоподібних птахів родини Psittaculidae. Поширений в Африці.

## Поширення
Природній ареал виду знаходиться в північній і центральній Танзанії. Інтродуковані популяції живуть у містах Танга і Дар-ес-Салам на узбережжі Танзанії та Найробі, Момбаса і Найваша в Кенії. Завезений також до Бурунді. Хоча їх спостерігали в дикій природі в Пуерто-Рико, вони, ймовірно, є результатом втечі домашніх тварин, і жодного розмноження не було зареєстровано. Їх також спостерігали в Аризоні.
Населяє трав'янисті степи з розрізненими деревами, що складаються переважно з баобабів і акацій. Трапляється на висоті від 1100 до 1800 м.

## Опис
Тіло завдовжки до 15 см. Самці важать 50 г, самиці трохи важчі — 56 г. Оперення має зелене основне забарвлення, обличчя і тім'я від коричневого до чорного. Дзьоб червоний, а райдужна оболонка оточена білим широким очним кільцем. Має яскраво-жовті груди і шию. Хвостове пір'я зелене, а на кінці стає тьмяно-синім.

## Спосіб життя
Живуть невеликими зграями, а окремі особини утворюють пари. Вони моногамні птахи. Вони спілкуються за допомогою криків, які можна почути здалеку. Після сходу сонця шукають поживу. Споживають насіння, ягоди, плоди, квіткові бруньки, іноді комахи та їхні личинки. Коли один нерозлучник знаходить їжу, решта групи негайно збираються там. Вони також проводять частину дня, доглядаючи за своїм пір'ям. Птахи, що утворюють пару, чистять один одному пір'я, тим самим зміцнюючи зв'язки між собою. Вся група ночує на одному дереві.
Гніздяться колоніями, де кожна пара будує своє гніздо. Найчастіше його виготовляють із кори та стебел трави, і вистилають дрібними гілочками, листочками та корою. Після спарювання самиця відкладає 3-8 яєць і висиджує їх одна протягом трьох тижнів. У перший період вони вимагають постійного годування, яким займається самець. Після того, як пташенята покриваються пухом, самиця також починає допомагати в годуванні. Молодняк покидає гніздо через 40 днів, але деякий час їх годують батьки. Потім вони стають самостійними і приєднуються до групи. Вони стають здатними до розмноження у віці 2–3 років.